# Khazān
Khazān (persiska: خزان) är en ort i Iran.   Den ligger i provinsen Khorasan, i den östra delen av landet, 800 km öster om huvudstaden Teheran. Khazān ligger 2 003 meter över havet och antalet invånare är 457.
Terrängen runt Khazān är lite kuperad.Runt Khazān är det glesbefolkat, med 12 invånare per kvadratkilometer. Närmaste större samhälle är Khoshk, 15,9 km nordväst om Khazān. Omgivningarna runt Khazān är i huvudsak ett öppet busklandskap.